# Élvis Vieira Araújo
Élvis Vieira Araújo, meglio noto come Élvis (Janiópolis, 9 settembre 1990), è un calciatore brasiliano, centrocampista del Ponte Preta.

## Carriera
Ha giocato nella massima serie dei campionati brasiliano e portoghese, e nella seconda divisione brasiliana.